# 紹瑟德角
66°32′S 122°5′E / 66.533°S 122.083°E
紹瑟德角（英語：Cape Southard）是南極洲的海岬，位於威爾克斯地，分隔班扎雷海岸和塞布里納海岸之間，由美國海軍的空中照片繪入地圖，現時由南極條約體系管理。